# Asahidake
Asahidake (japonsky 旭岳) je stratovulkán v Japonsku, s nadmořskou výškou 2291 metrů nejvyšší hora ostrova Hokkaidó. Je součástí skupiny sopek Daisecu, která byla vyhlášena národním parkem. Na svazích hory se nacházejí aktivní fumaroly; vzhledem k odlehlosti oblasti neexistují záznamy o sopečné činnosti, tefrochronologie stanovila poslední erupci na rok 1739.
Horu a její okolí vyhledávají pěší turisté i vyznavači zimních sportů, z vesnice Asahidake Onsen vede na vrchol lanovka. Sněhová pokrývka na hoře Asahidake vydrží nejdéle z celého území Japonska.